# Emmanuel Omogbo
Emmanuel Omogbo (Lagos, 28 maggio 1995) è un cestista nigeriano.